# Boutonnier
Le boutonnier est un artisan qui fabrique des boutons. Lorsque ceux-ci sont en nacre, il prend aussi le nom de boutonnier-nacrier ou de nacrier s'il travaille d'autres objets.

## Histoire
Les premiers boutons, apparus sous Louis XIV, sont tout d'abord des bijoux rehaussés de pierres précieuses ou de diamants, ou bien encore des miniatures réalisées par des peintres tels que Jean-Baptiste Isabey ou François Dumont. Des boutons moins luxueux sont ensuite fabriqués à partir d'os, de corne, d'ivoire, de cuir ou de métal. Viennent ensuite la nacre au XIXe siècle et la porcelaine. Cette dernière donnera lieu aux premières fabrications industrielles, sous l'impulsion de Jean-Félix Bapterosses. 
La fabrication à partir de nacre se concentre autour de Méru dans l'Oise. Au XXe siècle, après une première phase d'industrialisation, celle-ci perd son statut de capitale du bouton de nacre, concurrencée par les fabrications en matières plastiques, et les importations asiatiques. Des 3 500 fabricants présents au début du siècle, il n'en reste que deux en 2007.

## Fabrication des boutons de nacre
La fabrication de boutons de nacre nécessite une vingtaine d'étapes. 
Une fois approvisionné en coquillages triés par qualité et épaisseur, le coupeur découpe des pions du diamètre désiré dans les coquillages, à l'aide d'un tube chauffé à rouge. Les pions subissent ensuite une série de ponçages à l'acide, à l'eau et à la pierre ponce.  Les pions sont ensuite séchés et écroutés (c'est-à-dire aplanis sur leur face inférieure). La phase suivante consiste à orner leur face supérieure, soit en creux, par mêchage manuel ou mécanique, soit par meulage, afin d'obtenir une forme bombée. Vient ensuite la phase de perçage des trous, puis de blanchiment. Une dernière série de ponçages et de polissages est ensuite effectuée. Peuvent s'ajouter à ces phases indispensables du sertissage ou de la gravure, à buts décoratifs. Les boutons, éventuellement teints, sont ensuite triés et emballés.

## Formation et débouchés
Il n'existe pas de formation spécifique au métier de boutonnier. Le travail de la nacre peut s'apprendre dans le cadre de formations génériques à la marqueterie.
Compte tenu de la concurrence des boutons fabriqués industriellement, les principaux clients se concentrent dans l'industrie du luxe.